# Bahnstrecke Lauda–Wertheim
| Streckennummer (DB): | 4920                 |                                                 |                                          |
| Kursbuchstrecke (DB): | 782                  |                                                 |                                          |
| Kursbuchstrecke: | 324c (1946)          |                                                 |                                          |
| Streckenlänge: | 31,424 km            |                                                 |                                          |
| Spurweite: | 1435 mm (Normalspur) |                                                 |                                          |
| Streckenklasse: | D4                   |                                                 |                                          |
| Streckengeschwindigkeit: | 100 km/h             |                                                 |                                          |
| Zugbeeinflussung: | PZB                  |                                                 |                                          |
| |                      |                                                 |                                          |
| \| \| \| von Mosbach-Neckarelz \| \| \| \| 0,000 \| Lauda \| 192 m \| \| \| \| nach Würzburg-Heidingsfeld \| \| \| \| \| \| \| \| \| 4,116 \| Distelhausen \| 186 m \| \| \| \| \| \| \| \| \| Bundesautobahn 81 \| \| \| \| 5,347 \| Dittigheim \| 186 m \| \| \| \| Tannenbergstraße \| \| \| \| 6,783 \| Bundesstraße 27 (26 m) \| Bundesstraße 27 (26 m) \| \| \| \| Brehmbach \| \| \| \| \| von Königheim \| \| \| \| \| Hauptstraße \| \| \| \| \| Rentamtsgasse \| \| \| \| 7,609 \| Tauberbischofsheim \| 190 m \| \| \| 9,697 \| Tauberbischofsheim Nord (Awanst) \| Tauberbischofsheim Nord (Awanst) \| \| \| 12,525 \| Hochhausen \| 181 m \| \| \| 17,522 \| Niklashausen \| 171 m \| \| \| 18,834 \| Eisenbahnbrücke Gamburg; Tauber (95 m) \| Eisenbahnbrücke Gamburg; Tauber (95 m) \| \| \| 18,994 \| Gamburg \| 168 m \| \| \| 19,261 \| Gamburger Tunnel (195 m) \| Gamburger Tunnel (195 m) \| \| \| 21,506 \| Bronnbacher Tunnel (349 m) \| Bronnbacher Tunnel (349 m) \| \| \| 22,749 \| Eisenbahnbrücke Bronnbach; Tauber (80 m) \| Eisenbahnbrücke Bronnbach; Tauber (80 m) \| \| \| \| \| \| \| \| 23,828 \| Kloster Bronnbach (ehemals: Bronnbach (Tauber)) \| 161 m \| \| \| \| \| \| \| \| 26,709 \| Reicholzheim \| 157 m \| \| \| 28,243 \| Reicholzheimer Tunnel (542 m) \| Reicholzheimer Tunnel (542 m) \| \| \| \| von Lohr \| \| \| \| 31,424 \| Wertheim \| 141 m \| \| \| \| nach Miltenberg West \| \| \| \| \| \| \| \| Quellen: [1][2] \| \| \| \| |                      |                                                 |                                          |
| Strecke |                      | von Mosbach-Neckarelz                           | von Mosbach-Neckarelz                    |
| Bahnhof | 0,000                | Lauda                                           | 192 m                                    |
| Abzweig geradeaus und nach rechts |                      | nach Würzburg-Heidingsfeld                      | nach Würzburg-Heidingsfeld               |
| |                      |                                                 |                                          |
| Haltepunkt / Haltestelle | 4,116                | Distelhausen                                    | 186 m                                    |
| |                      |                                                 |                                          |
| Strecke mit Straßenbrücke |                      | Bundesautobahn 81                               | Bundesautobahn 81                        |
| Haltepunkt / Haltestelle | 5,347                | Dittigheim                                      | 186 m                                    |
| Brücke |                      | Tannenbergstraße                                | Tannenbergstraße                         |
| Brücke | 6,783                | Bundesstraße 27 (26 m)                          | Bundesstraße 27 (26 m)                   |
| Brücke über Wasserlauf |                      | Brehmbach                                       | Brehmbach                                |
| Abzweig geradeaus und ehemals von links |                      | von Königheim                                   | von Königheim                            |
| Brücke |                      | Hauptstraße                                     | Hauptstraße                              |
| Brücke |                      | Rentamtsgasse                                   | Rentamtsgasse                            |
| Bahnhof | 7,609                | Tauberbischofsheim                              | 190 m                                    |
| Dienststation / Betriebs- oder Güterbahnhof | 9,697                | Tauberbischofsheim Nord (Awanst)                | Tauberbischofsheim Nord (Awanst)         |
| Haltepunkt / Haltestelle | 12,525               | Hochhausen                                      | 181 m                                    |
| Haltepunkt / Haltestelle | 17,522               | Niklashausen                                    | 171 m                                    |
| Brücke über Wasserlauf | 18,834               | Eisenbahnbrücke Gamburg; Tauber (95 m)          | Eisenbahnbrücke Gamburg; Tauber (95 m)   |
| Bahnhof | 18,994               | Gamburg                                         | 168 m                                    |
| Tunnel | 19,261               | Gamburger Tunnel (195 m)                        | Gamburger Tunnel (195 m)                 |
| Tunnel | 21,506               | Bronnbacher Tunnel (349 m)                      | Bronnbacher Tunnel (349 m)               |
| Brücke über Wasserlauf | 22,749               | Eisenbahnbrücke Bronnbach; Tauber (80 m)        | Eisenbahnbrücke Bronnbach; Tauber (80 m) |
| |                      |                                                 |                                          |
| Haltepunkt / Haltestelle | 23,828               | Kloster Bronnbach (ehemals: Bronnbach (Tauber)) | 161 m                                    |
| |                      |                                                 |                                          |
| Haltepunkt / Haltestelle | 26,709               | Reicholzheim                                    | 157 m                                    |
| Tunnel | 28,243               | Reicholzheimer Tunnel (542 m)                   | Reicholzheimer Tunnel (542 m)            |
| Abzweig geradeaus und von rechts |                      | von Lohr                                        | von Lohr                                 |
| Bahnhof | 31,424               | Wertheim                                        | 141 m                                    |
| Strecke |                      | nach Miltenberg West                            | nach Miltenberg West                     |
| |                      |                                                 |                                          |
| Quellen: |                      |                                                 |                                          |

Die Bahnstrecke Lauda–Wertheim ist eine eingleisige, nicht elektrifizierte Hauptbahn in Baden-Württemberg. Sie zweigt in Lauda von der Bahnstrecke Mosbach-Neckarelz–Würzburg-Heidingsfeld ab und führt nach Wertheim. Als Teil der als Taubertalbahn bezeichneten Verbindung Crailsheim–Wertheim folgt die Strecke auf gesamter Länge der Tauber.

## Geschichte
Nach Abschluss von Bodenuntersuchungen im Jahr 1858 und dem Gesetzerlass vom 11. August 1863 begannen 1864 die Vermessungsarbeiten für die Strecke, Baubeginn war im Oktober 1866. Als erstes Teilstück eröffneten die Großherzoglich Badischen Staatseisenbahnen am 10. Oktober 1867 den Abschnitt Lauda–Hochhausen, die Fertigstellung bis Wertheim folgte am 15. Oktober 1868. Am 1. November 1869 wurde die Strecke auch für den Güterverkehr freigegeben.
Nach der Bahnreform im Jahr 1994 war die Strecke mehrfach von Stilllegungsplänen der Deutschen Bahn AG bedroht, wurde letztlich aber zum 1. Januar 2006 in das DB-Regionalnetz Westfrankenbahn eingegliedert, das sowohl als Eisenbahninfrastrukturunternehmen als auch als Eisenbahnverkehrsunternehmen fungiert.
Wegen einer Beschädigung einer Brücke in Tauberbischofsheim durch ein Kraftfahrzeug wurde in diesem Bereich Anfang Dezember 2017 vorübergehend die Streckenklasse auf A reduziert und in diesem Bereich eine temporäre Langsamfahrstelle mit einer Höchstgeschwindigkeit von 50 km/h eingerichtet. Auch der Reicholzheimer Tunnel wurde seit Oktober 2018 saniert.
Im Jahr 2018 wurde das 150-jährige Jubiläum der Eröffnung des Abschnittes Hochhausen–Wertheim und damit der Gesamtstrecke mit Ausstellungen, Vorträgen von Eisenbahnhistorikern und Sonderfahrten gefeiert.

## Aktuelle Situation

### Personenverkehr
Im Schienenpersonennahverkehr werden seit der Inbetriebnahme des Netz 11 im Dezember 2019 ausschließlich Verbrennungstriebwagen der Baureihe 642 Desiro Classic eingesetzt. Sie bedienen die Strecke abwechselnd als Regionalexpress (RE 87) und Regionalbahn (RB 85a), wobei alle Zwischenstationen außer dem Bahnhof Tauberbischofsheim Bedarfshalte sind.

### Güterverkehr
Im Güterverkehr auf der Strecke werden ein großer Steinmetzbetrieb in Gamburg sowie der Mainhafen Wertheim mit Ganzzügen bedient. Daneben verkehrten zeitweise Güterzüge mit Lademaßüberschreitung zwischen Nürnberg und Aschaffenburg über die Strecke, um den Engpass des damaligen Schwarzkopftunnels auf der Main-Spessart-Bahn zwischen Würzburg und Aschaffenburg zu umfahren.

## Betriebsstellen

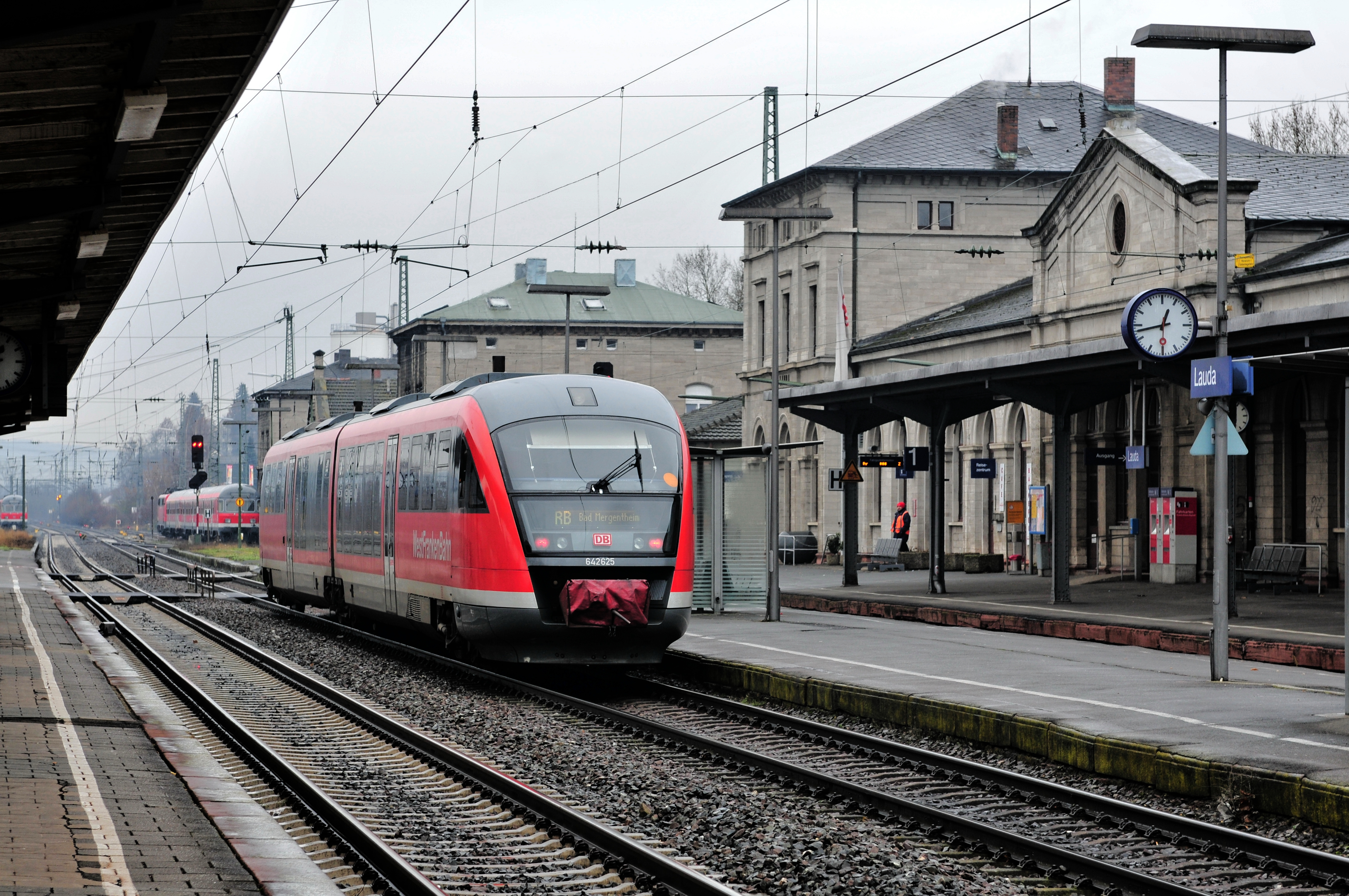
Eisenbahnknoten Lauda

### Lauda
Der Bahnhof Lauda befindet sich in der Bahnhofstraße 23 in Lauda-Königshofen. Er besaß in seiner Anfangszeit ein zum 1. März 1866 fertiggestelltes, provisorisches Empfangsgebäude und bestand mit der Eröffnung der Odenwaldbahn ab dem 1. November 1866 zunächst als Durchgangsbahnhof. Als am 10. Oktober 1867 der erste Abschnitt der Wertheimer Strecke bis Hochhausen den Betrieb aufnahm, wurde Lauda zum Eisenbahnknoten. Das heutige Gebäude konnte erst im Jahre 1872 in Betrieb genommen werden.

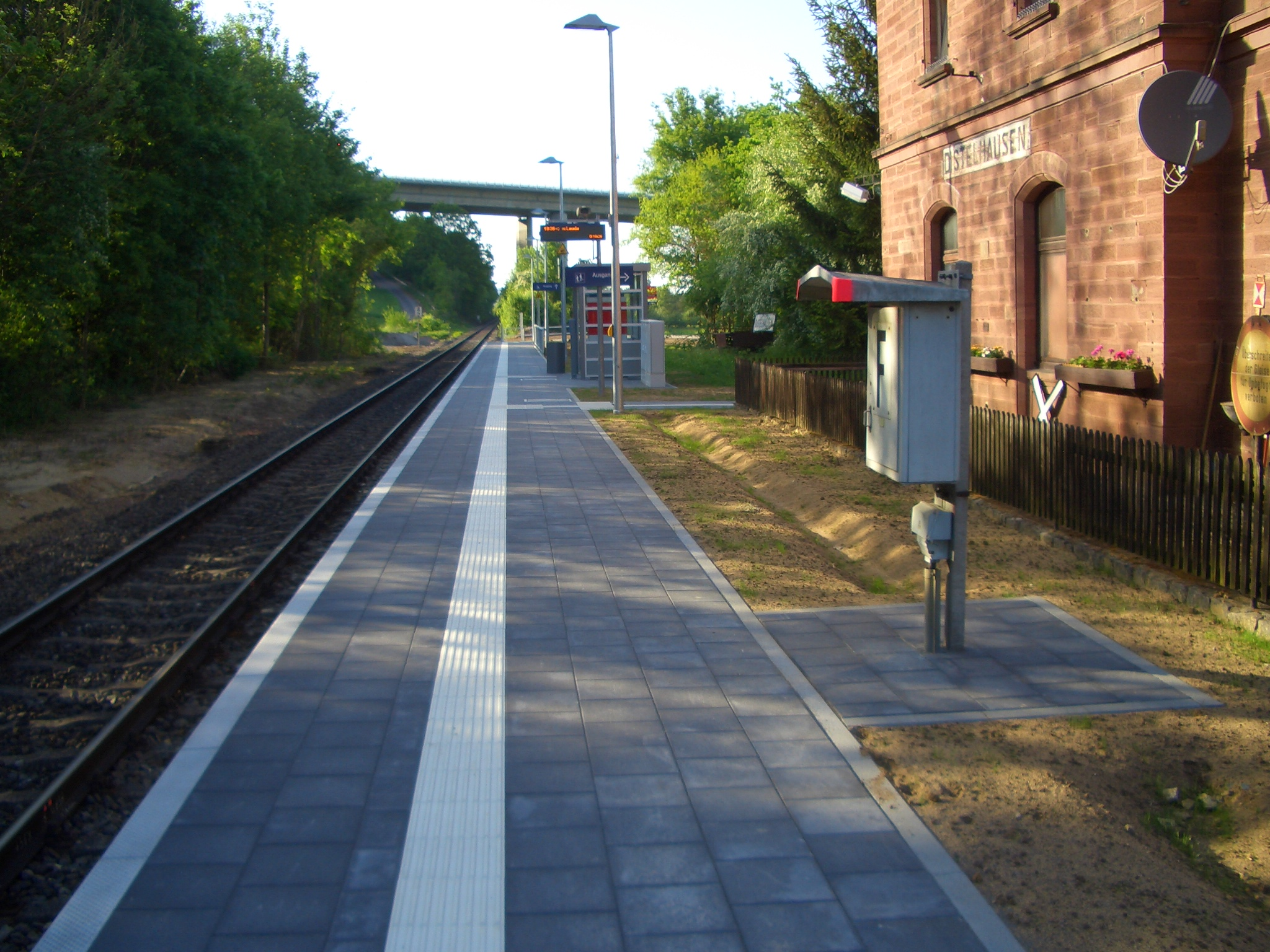
Haltepunkt Distelhausen

### Distelhausen
Der Haltepunkt Distelhausen befindet sich am Taubertalradweg bzw. an der Wolfgangstraße (⊙) in Distelhausen. Der Bahnhof wurde 1867 errichtet. Während des Autobahnbaus der A 81 mit der nahe gelegenen Anschlussstelle Tauberbischofsheim sowie der nahe gelegenen Taubertalbrücke wurde in den 1970er Jahren nördlich des Bahnhofes für den Zeitraum von etwa zwei Jahren ein zusätzlicher Deckenbaubahnhof errichtet.

### Dittigheim

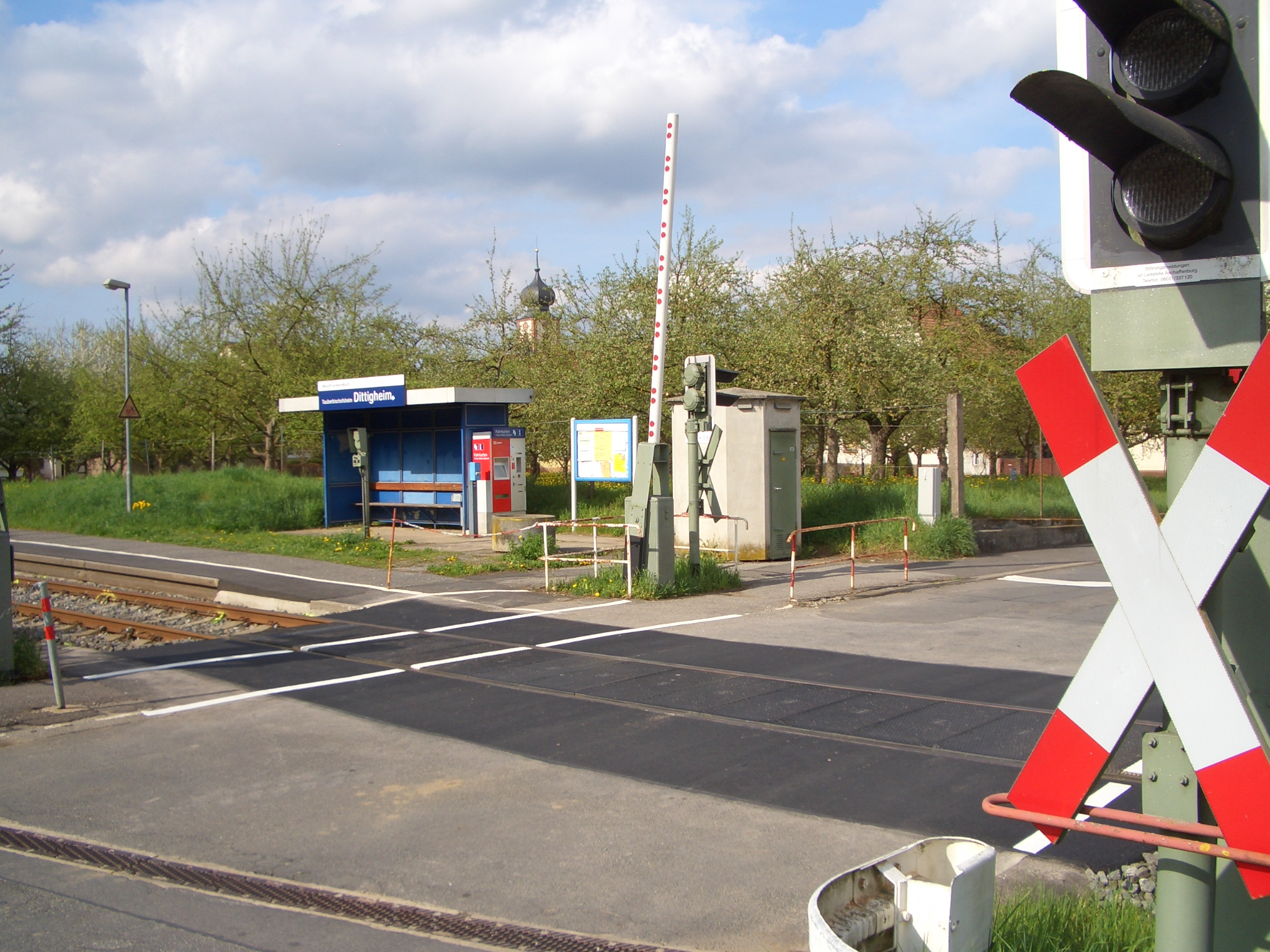
Haltepunkt Dittigheim mit Bahnübergang

Der Haltepunkt Dittigheim befindet sich an der Frombergstraße (⊙) in Dittigheim. Dort bestand früher ein besetzter Schrankenposten. 1976 erhielt der Bahnübergang eine automatische Steuerung. Sie wurde anfangs noch als Fernschranke von einem Bahnwärter überwacht. Das ehemalige Bahnwärterhaus ging in Privatbesitz über. 1996 wurde das Dienstgebäude des Schrankenwärters aus dem Jahr 1954 abgerissen und durch ein Wartehäuschen ersetzt. 2004 erfolgten die letzten Gleisarbeiten am Haltepunkt und Bahnübergang. 2018 wurde eine nahe gelegene Brücke durch eine Stahlkonstruktion ersetzt. Vom Mai bis August 2021 wurde der Bahnsteig erneuert und mit neuem Unterstand und neuer Möblierung versehen.

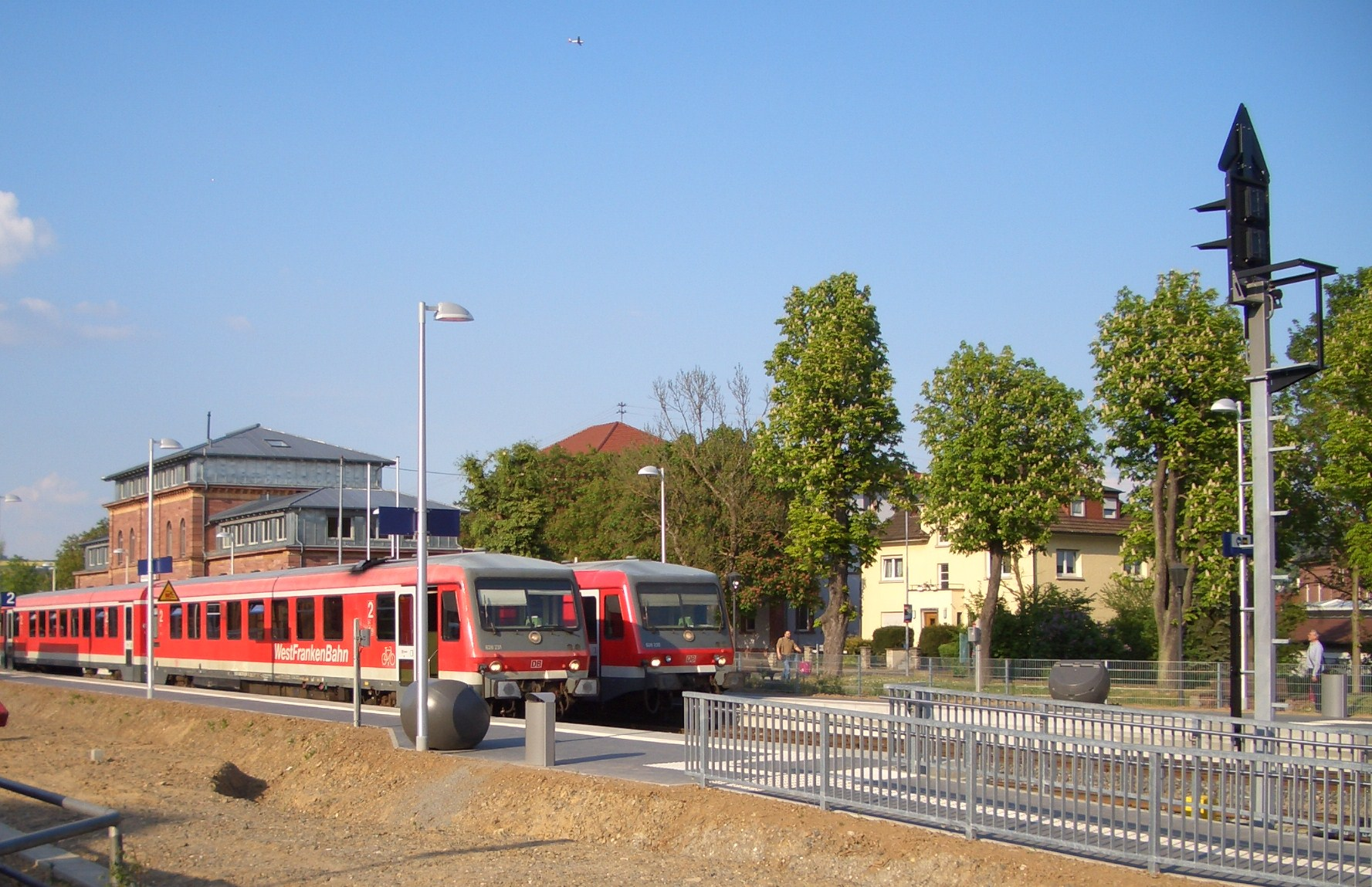
Bahnhof Tauberbischofsheim

### Tauberbischofsheim
Der Bahnhof Tauberbischofsheim befindet sich in der Bahnhofstraße 17 (⊙) in Tauberbischofsheim. Das Gebäude wurde zwischen 1866 und 1868 errichtet. Für die Eröffnung der Bahnstrecke im Jahre 1867 wurde daher vorübergehend ein provisorisches Gebäude errichtet. Zwischen 1914 und 1968 zweigte bei Tauberbischofsheim eine Bahnstrecke nach Königheim ab. 1977 wurde der Bahnhof Tauberbischofsheim eine Außenstelle des Bahnhofs Lauda.

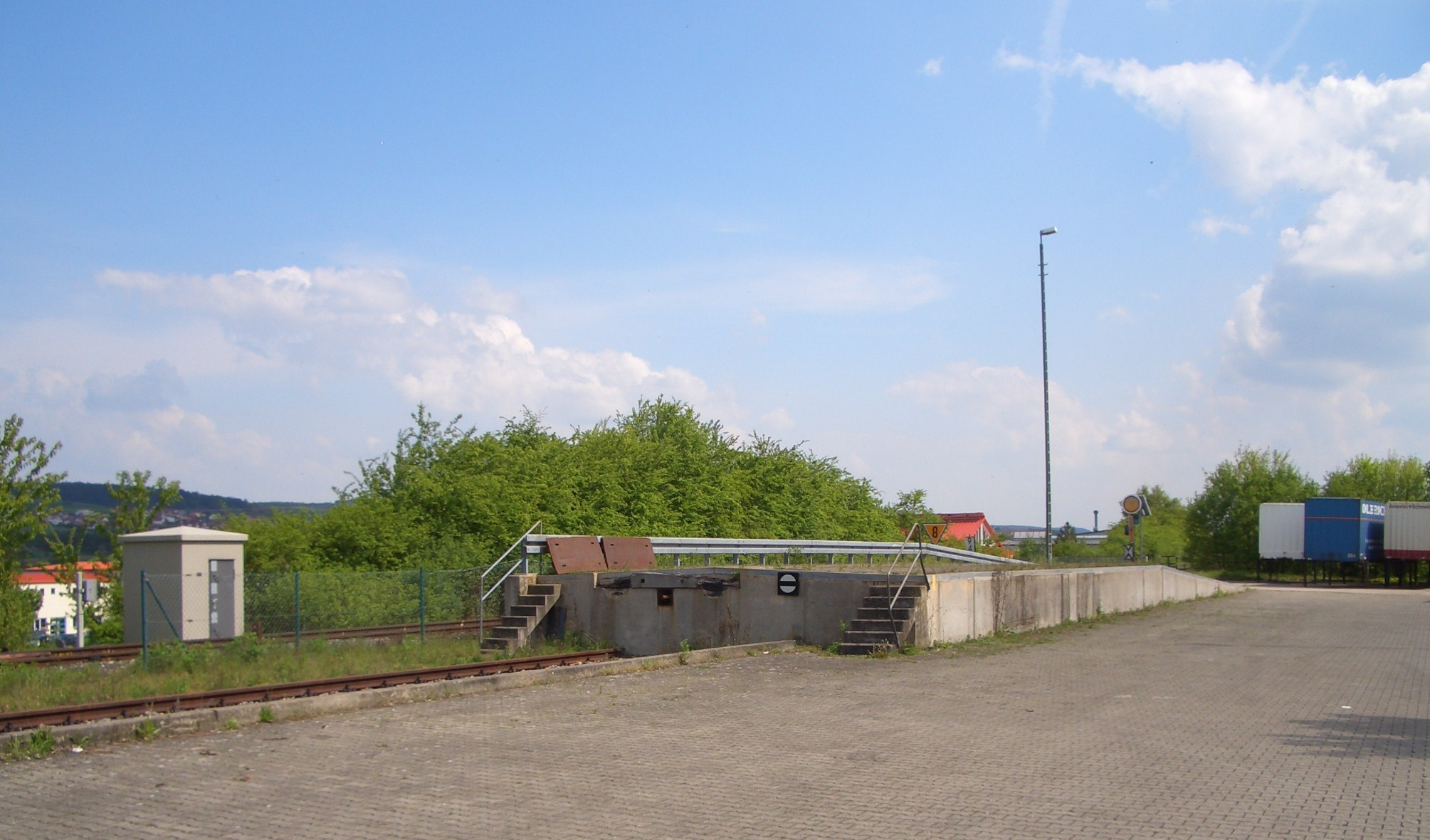
Ausweichanschlussstelle Tauberbischofsheim Nord für die Be- und Entladung von Panzern

### Tauberbischofsheim Nord
Tauberbischofsheim Nord ist eine Ausweichanschlussstelle Am Fronbrunnen (⊙) in Tauberbischofsheim, die als Bundeswehr-Verladestelle mit Kopframpe genutzt wird. Züge können hier per Blocksicherung zum Be- und Entladen längere Zeit eingeschlossen werden. Dazu muss die Strecke zwischen Gamburg und Tauberbischofsheim, gesperrt werden. Nach dem Einschließen wird die Sperrung aufgehoben und die Züge haben wieder freie Fahrt auf dem Streckengleis.

### Hochhausen
Der Bahnhof Hochhausen befindet sich An der Eisenbahn 6 (⊙) in Hochhausen. Der Bahnhof wurde 1869 errichtet. Für die Eröffnung des ersten Streckenabschnitts von Lauda bis Hochhausen wurde daher im Jahre 1867 ein provisorisches Empfangsgebäude errichtet. Da Hochhausen damals temporär der Endbahnhof der Strecke war, wurden dort ein Lokomotivschuppen, zwei Wagenremisen und ein Wasserturm errichtet. 1977 ging der Bahnhof verwaltungsmäßig an den Bahnhof Lauda über.

### Niklashausen
Der Haltepunkt Niklashausen befindet sich am Taubertalradweg bzw. an der Schulstraße 30 (⊙) in Niklashausen. Er wurde 1954 errichtet und verfügt über einen Unterstand sowie eine Treppe zum Bahnsteig. Im November und Dezember 2017 erfolgten umfangreiche Umbaumaßnahmen. Es wurden ein neues Wartehäuschen mit integriertem Fahrkartenautomat, ein neuer auf 55 cm erhöhter Bahnsteig, ein barrierefreier Zugang, eine Infotafel und ein Lautsprecher erstellt.

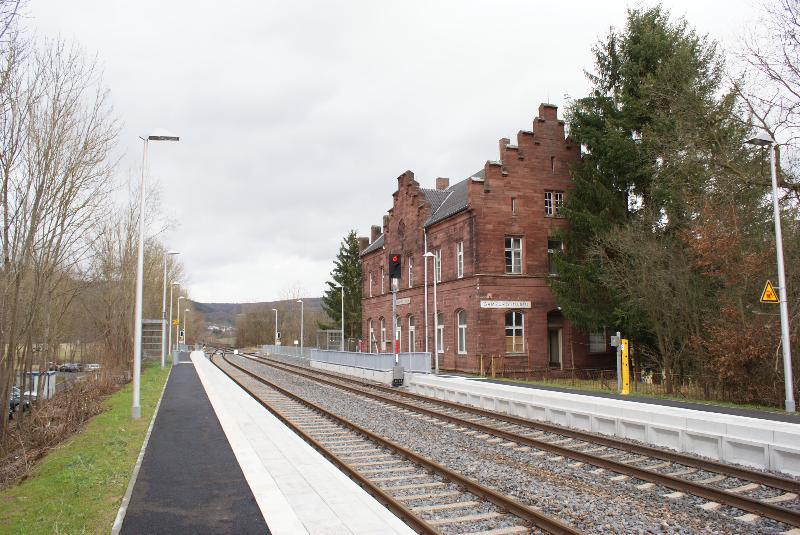
Bahnhof Gamburg

### Gamburg
Der Bahnhof Gamburg befindet sich an der Bahnhofstraße 13 (⊙) in Gamburg. Der im Jahre 1867 errichtete Bahnhof ist Kreuzungsbahnhof mit einem Anschlussgleis bis in die Werkshalle eines Industriebetriebes. Eine Besonderheit in Betrieb und Bauweise ist der innerhalb des Bahnhofs in Richtung Wertheim liegende Gamburger Tunnel und die dort liegende Weiche, die somit auch im Winter immer eisfrei ist. In Richtung Niklashausen folgt die Eisenbahnbrücke Gamburg.

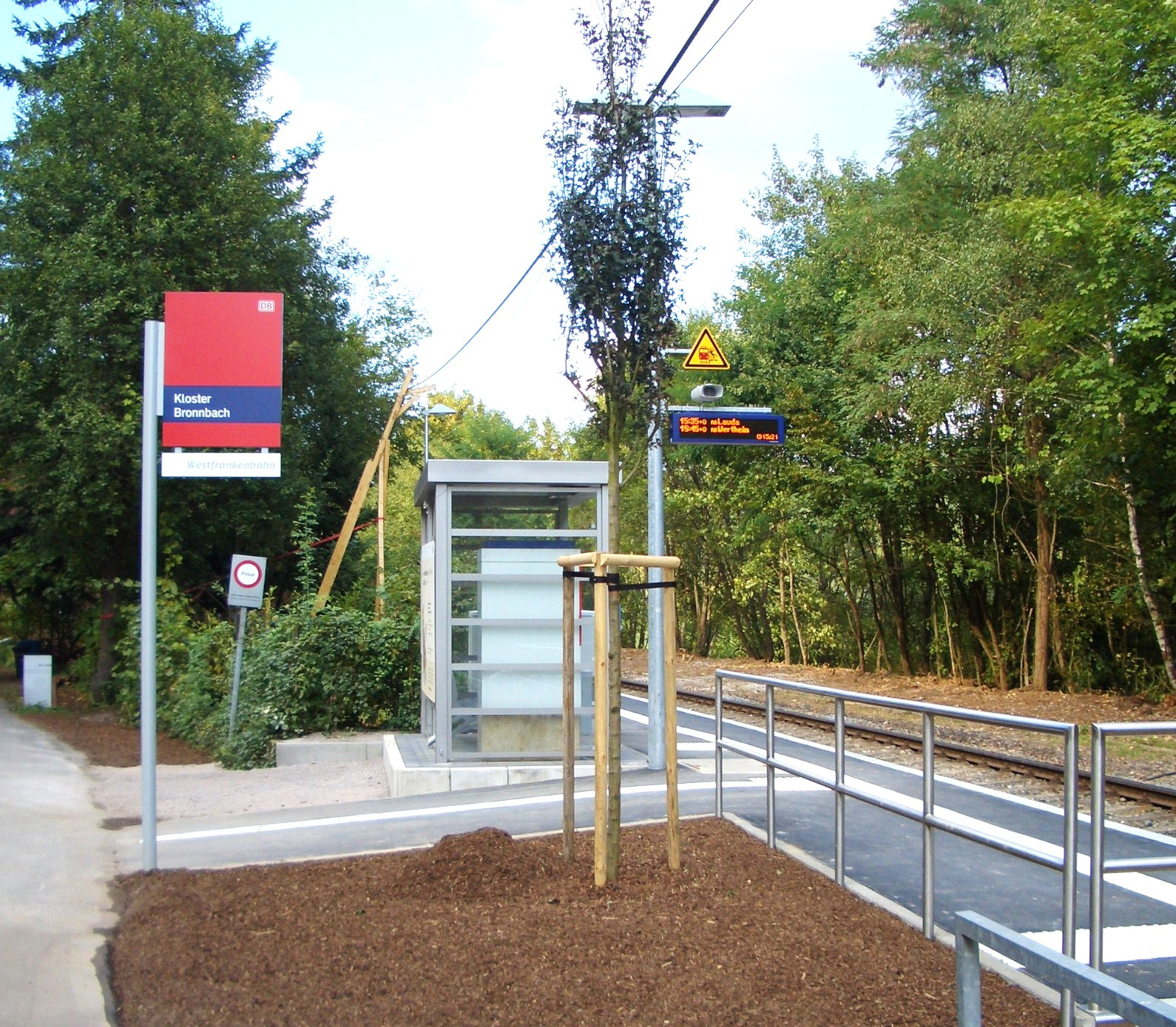
Haltepunkt Kloster Bronnbach

### Kloster Bronnbach
Das Empfangsgebäude des ehemaligen Bahnhofs Bronnbach (Tauber), der heute als Haltepunkt Kloster Bronnbach besteht, befindet sich an einem von der L 509 abzweigenden Wirtschaftsweg (⊙) beim Weiler Bronnbach. Der Bahnhof Bronnbach wurde 1868 fertiggestellt. Das Empfangsgebäude ist in seinen Grundzügen bis heute erhalten geblieben. Es steht quer zur Bahnstrecke und erhielt als Besonderheit zwei Warteräume, einen der 1. Klasse und einen der 2. Klasse. Im zweigleisigen Bahnhofsbereich befanden sich bei Inbetriebnahme zwei Bahnübergänge. Der Bahnübergang an der Tauberbrücke besteht bis heute und ist inzwischen automatisiert. In Richtung Gamburg folgt die Eisenbahnbrücke Bronnbach.

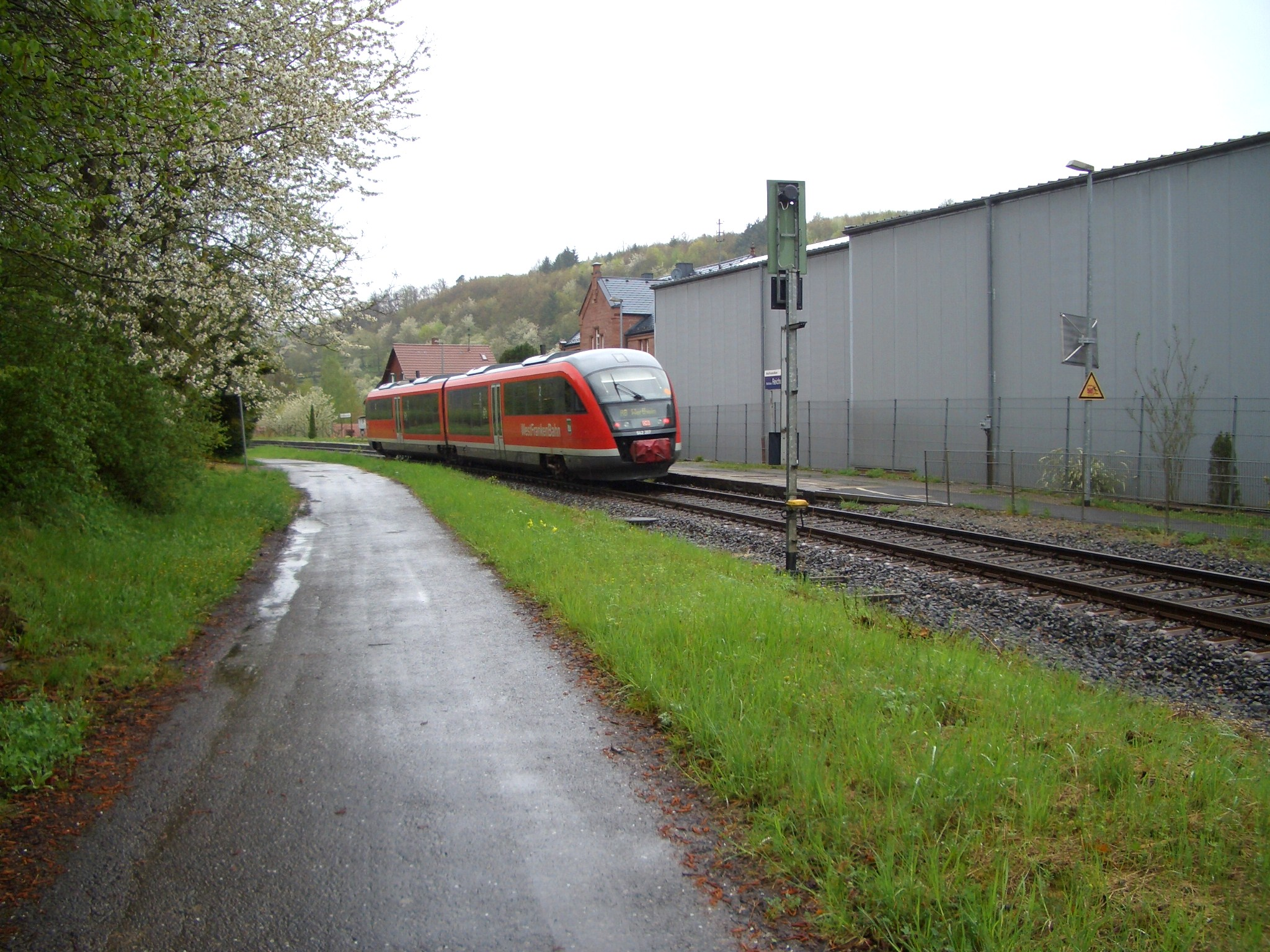
Haltepunkt Reicholzheim

### Reicholzheim
Das Empfangsgebäude des ehemaligen Bahnhofs und heutigen Haltepunkts Reicholzheim befindet sich an der Straße Zum Ottersberg (⊙) in Reicholzheim. Das im Jahre 1868 errichtete historische Empfangsgebäude ist in seinen Grundzügen bis heute erhalten geblieben. Am 31. Dezember 1987 kam das Aus für den Bahnhof und das Personal wurde abgezogen. Am 18. Januar 1988 wurde der Bahnübergang auf eine vollautomatische Steuerung umgebaut.

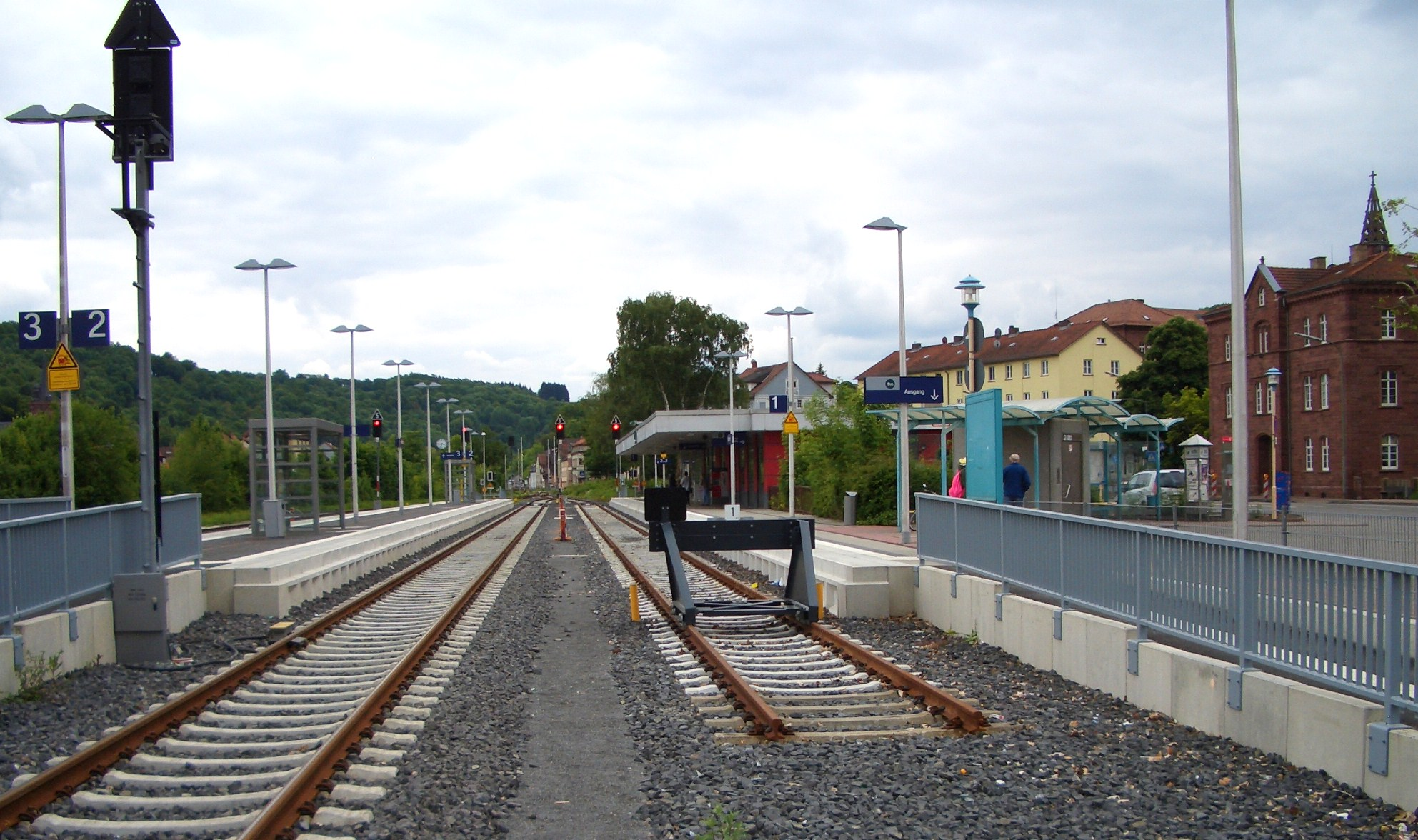
Bahnhof Wertheim

### Wertheim
Der Bahnhof Wertheim befindet sich in der Bahnhofstraße 8 (⊙) in Wertheim. Der Bahnhof wurde 1868 eröffnet und ermöglichte zunächst nur eine Verbindung tauberaufwärts. Am 1. Oktober 1881 kam mit der Bahnstrecke nach Lohr eine Verbindung über Kreuzwertheim hinzu, wodurch der Wertheimer Bahnhof ein Sackbahnhof für zwei Strecken wurde. 1912 kam als dritte Strecke die Bahnstrecke Miltenberg West–Wertheim dazu. Die Lohrer Strecke wurde aus Richtung Wertheim stillgelegt. Heute bestehen noch die Bahnstrecken Wertheim-Lauda und Miltenberg West–Wertheim.